# José Salles
José Otávio de Moraes Salles é historiador, fanzineiro e editor de quadrinhos independentes.

## Biografia
Com Eduardo Manzano fundou a SM Editora, nome criado com as primeiras letras dos dois sobrenomes, posteriormente renomeada para Júpiter II, cujo foco é publicar de forma independente quadrinhos exclusivamente brasileiros. Também foi o criador do personagem Máscara Noturna (roteiros de Salles e desenhos de Eduardo Manzano), um policial amaldiçoado que tem de usar seus poderes para matar ao menos uma pessoa por dia, caso contrário ele próprio que irá morrer. A Editora também republicou em fanzines, os personagens brasileiros como O Gaúcho de Júlio Shimamoto e Raio Negro de Gedeone Malagola. Em 2010, publicou o livro independente Coleção Kung Fu da EBAL, sobre a revista Kung Fu da Editora Brasil-América Limitada.
Em 2013, lançou o fanzine Supergibi, onde traduziu e publicou quadrinhos americanos da Era de Ouro em domínio público oriundo dos sites Digital Comic Museum e Comic Book Plus.
Sales foi colunista do site Bigorna.net e ganhou duas vezes (2010 e 2011) o Troféu Jayme Cortez, categoria do Prêmio Angelo Agostini destinada a pessoas que fizeram grandes contribuições para os quadrinhos brasileiros.
Atualmente edita os "fanzines de nostalgia" como Gibi de Faroeste e Gibi do Herói Nacional, ambos com republicações de histórias em quadrinhos clássicas  norte-americanas de faroeste e brasileiras de aventura e superaventura.